# Madonna col Bambino in gloria e santi
Madonna col Bambino in gloria e santi (conosciuto anche come pala Fogazza, dal nome del committente) è un dipinto del pittore veronese Paolo Farinati, realizzato con la tecnica della pittura a olio su tela, conservato presso il museo di Castelvecchio a Verona.
Grazie al Giornale, il libro in cui Farinati era solito registrare tutte le attività della sua bottega, sappiamo che il dipinto venne commissionato da parte del grammatico Girolamo Fogazza il 3 luglio 1590 per la chiesa di Santa Maria Maddalena (oggi sede di un museo) a Isola della Scala al tempo parte del convento dei minori osservanti. L'opera è firmata tramite il simbolo della chiocciola, come era consuetudine per Farinati, e datata 1592.
Il quadro ha beneficiato di diversi interventi di restauro. Il primo di cui si abbia memoria risale al 1859 e fu opera del pittore Lorenzo Muttoni a cui sono seguiti quello del 1970 e del 2005, quest'ultimo programmato in occasione della mostra dedicata al Farinati.

## Descrizione
I busti del committente e della moglie Domenica sono rappresentati in basso, una scelta frequente nella pittura veronese del tempo, rispettivamente sotto le figure di san Girolamo, avvolto in un drappo rosa e con in mano un crocifisso e un libro, e di sant'Onofrio nell'atto di pregare con un rosario in mano. Non vi è certezza sul santo al centro della scena, ma in molti ritengono che possa trattarsi di san Diego d'Alcalá.
In alto compare nella luce la figura della Madonna con in braccio Gesù bambino sopra un modello di una chiesa che potrebbe essere un possibile progetto per la ricostruzione della chiesa di Isola della Scala. Accanto a lei quattro santi, a partire da sinistra dell'osservatore: san Francesco d'Assisi, san Ludovico di Tolosa, san Leonardo di Noblac e san Giuseppe.